# Outrage! Is Now
Outrage! Is Now è il terzo album dei Death from Above 1979, pubblicato l'8 settembre 2017 dalla Last Gang Records..

## Tracce
1. Nomad – 4:10
2. Freeze Me – 3:18
3. Caught Up – 4:30
4. Outrage! Is Now – 3:32
5. Never Swim Alone – 2:34
6. Moonlight – 3:10
7. Statues – 4:36
8. All I C Is U & Me – 3:00
9. Nvr 4Evr – 3:50
10. Holy Books – 3:49